# Rosi & Leo
Rosi & Leo sind ein österreichisches Duo der volkstümlichen Musik.

## Karriere
Seit 1968 leitet die in den Kitzbüheler Alpen geborene Rosi Schipflinger die prominenten in 1180 m Höhe gelegenen Sonnbergstuben und machte sich mit der Zeit einen Namen als singende Wirtin. Der in Kitzbühel lebende Musikproduzent Jack White schrieb ihr 1991 das Lied Kitzbühel, mein Augenstern, mit dem sie erstmals bei einer Stadioneröffnung öffentlich auftrat. In den folgenden Jahren war sie auch in Radio und Fernsehen in Österreich und Deutschland, unter anderem auch im Musikantenstadl zu hören und zu sehen und hatte einen Auftritt in einem Fernsehfilm mit Toni Sailer. Anfang 2008 nahm Jack White mit ihr und ihrem musikalischen Begleiter Leo Jöchl das Lied Hier in den Bergen auf. Zwei Jahre später erschien das Album Lieder der Berge, das in den österreichischen Charts erfolgreich war.

## Bandmitglieder
- Rosi Schipflinger
- Leo Jöchl

## Diskografie
Alben
- Lieder der Berge (2010)

Lieder
- Hier in den Bergen (2008)